# Teri Harrison
Teri Marie Harrison Rose (nacida el 16 de febrero de 1981 en Bradenton, Florida, Estados Unidos) es una actriz y modelo estadounidense. Antigua estudiante de la Universidad de Florida Central, fue Playmate del Mes en octubre de 2002 para Playboy. Fue fotografiada por Stephen Wayda. Su participación con Playboy empezó cuando su mejor amiga le alentó para que enviase fotografías de ella misma a la revista. Aunque fue elegida inmediatamente como Playmate, fue un año después cuando se le asignó un mes. Fue también Playmate del Mes para la Playboy alemana, en enero de 2003. Según Teri, su padre es alemán y su madre es medio-japonesa.
Apareció en 2005 en el calendario de bañadores Playmates at Play at the Playboy Mansion como la chica Diciembre. El calendario fue el calendario inaugural Playmates at Play y fue fotografiado en la Mansión Playboy en 2004. Fue el primer intento de Playboy de crear un calendario de bañadores no-nudista en el que aparecían Playmates en un estilo similar al Sports Illustrated Swimsuit Issue.
También fue una Barker's Beauty en el Precio Justo de 2002 a 2005.
Harrison se casó con el batería de Sevendust Morgan Rose del que posteriormente se divorció y tiene un hijo juntos.